# フランシスコ・ハビエル・チカ
フランシスコ・ハビエル・チカ・トーレス（Francisco Javier Chica Torres, 1985年5月17日 - ）は、スペイン・バルセロナ出身の元サッカー選手、現サッカー指導者。ポジションはDF（右サイドバック）。

## 選手経歴

### クラブ
RCDエスパニョールのカンテラ出身。2006年10月15日、ビジャレアルCF戦でデビューした。2006-07シーズンはレギュラーとして27試合に出場した。2007-08シーズンはダビド・ガルシアにポジションを奪われ、出場機会が減少した。2008-09シーズン序盤は出場機会が少なかったが、マウリシオ・ポチェッティーノが監督に就任すると、徐々に出場機会を増やし、最終的に14試合に出場した。2014年7月9日、レアル・ベティスからレアル・バリャドリードに2年契約で移籍した。

### 代表
スペイン代表U-17、U-19、U-20の代表歴がある。2004年、U-19スペイン代表としてUEFA U-19欧州選手権で優勝した。

## 指導者経歴
現役引退後の2019年から古巣RCDエスパニョールのカンテラで指導者としての道を歩み始めた。そして2024年3月12日、RCDエスパニョールBの新監督に就任し、監督としてのキャリアをスタートさせた。

## タイトル

### クラブ
- RCDエスパニョール

UEFAカップ準優勝 : 2006

### 代表
- U-19スペイン代表

UEFA U-19欧州選手権優勝 : 2004